# 露出症
露出症（ろしゅつしょう）は、性器などを露出することで性的興奮を感じる性的倒錯である。露出症の患者は露出狂と呼ばれることがある。DSM-5では露出障害に診断名が変更された。

## 歴史
古代から女性による公的な露出症は記録されてきた.古代メソポタミアでは,シドンやウルなどの都市に「姫神」の像が残り,これが神殿で奉納されたという記録がある.古代ギリシャの歴史家ヘロドトスは紀元前5世紀の露出症的な行為の或る事例を歴史に記した。ヘロドトスはこう書く：

ところで、彼らはブバスティ市に集まる際にどうするかというと、男女が一緒に船出するのであって、各々船（英語: Baris (ship) ）には男女それぞれ多数の者が乗り込み、婦人の一部はカスタネットを持っていてそれを鳴らし、男子の一部は航行中絶えず笛を吹き続け、残余の男女は歌ったり手拍子をとったりするのである。そして、航海中にどこかほかの町の所へ来ると必ず船を陸へ寄せて次のような事をする。大声をあげてその町の女にふざけ戯れる者もあれば、舞踊する女もあり、立ち上がってすそをからげる女もいるといったあんばいである。彼らは川の沿岸のあらゆる町ごとにそうする
臨床的な意味での露出症として現れたものの事例は1550年にベニスの冒涜に対する委員会による或る報告書の中に記録された。
イギリスの1824年浮浪者法の第四次改定草案において、「もしくは公然とわいせつに性器を露出する」という文言が追加された。政府でのその議題における続きの討議の中で、当時の内務大臣の、ピールは「公園の広大な広がりで無作法に露出する事よりも大きな紛れもない違反はない…故意の露出は偶然の露出とは大変異なっていた」と述べた。
スマートフォンやタブレット端末のようなものの新しい技術の発展は自己宣伝者のヌードセルフィーを助長した。

## 心理学的様相

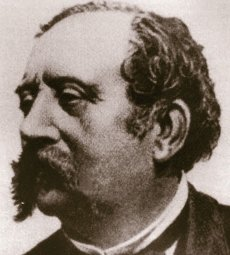
1877年に、は'露出症患者'（exhibitionist）の用語を最初に用いた。

最初に使われた'露出症患者'（英: exhibitionist）という用語は1877年にフランス人の医者であり精神病医でもあるシャルル・ラセーグ （英語: Charles Lasègue）による。 しかしながら、様々な初期の法廷の文献は生殖器の自己露出を議論する。
非同意的に、もしくは人のクオリティ・オブ・ライフまたは普通の機能を妨げる場合における露出症的性的興味が起きるときに、精神障害の診断と統計マニュアル第5版（DSM-5 ）での、「精神障害」だとそれは診断できる。DSMは露出症障害について男性の2％から4％での最も高い普及の可能性であることを述べる。女性では普通によりもっと少ないと考えられている。スウェーデンの調査では、女性の2.1％と男性の4.1％は見知らぬ人への生殖器の露出により性的刺激を受けると自認する。
反応する人にあなたはどうしてもらいたいのか、185人の露出症患者の標本に調査チームはたずねた。最も普通の答えは「性的肉体関係を持ちたい」（35％）だった。次いで「まったく反応を必要としない」（19％）、「相手の陰部も見せてほしい」（15.1％）、「感嘆（英語: Admiration）」（14.1％）、そして「何らかの反応」（11.9％）と続く。極めて少数の露出症患者が「怒りと嫌気」（3.8％）または「恐れ」（0.5％）を選んだ。

## 医学的定義
精神医学的障害の一種である。

## 診断
『DSM-IV-TR』では、以下の二点の条件を満たしていることが診断基準となっている。
1. 少なくとも6ヶ月間にわたり、警戒していない見知らぬ人に自分の性器を露出することに関する空想や性的衝動、または行動が反復する。
2. その性的衝動などで著しい苦痛または対人関係上の困難が生じているか、行動化している。

注意すべきは、著しい苦痛を感じていない場合や、社会生活を遂行する上での障害が起きていない場合、野外露出などの具体的行動に出ていない場合は精神障害ではないということである。単なる妄想や、公然での露出をテーマとしたアダルトビデオを収集するなどの行動では、それが6ヵ月以上継続していても精神障害としては扱われない。なお、それとは別に法律に反するものは犯罪である。

## 治療
治療法としては「嫌悪条件付け」が一般的である。簡単に言えば、露出によって逮捕されるなどの社会的不利益を受けることを理解させるということである。
薬物療法を行う場合SSRIを使用するが効果が不十分な場合テストステロンを抑制するホルモン療法を行う。